# Adelbert von Keller
Heinrich Adelbert von Keller, född den 5 juli 1812 i Pleidelsheim, Württemberg, död den 13 mars 1883, var en tysk litteraturforskare.
von Keller studerade teologi i Tübingen, men gjorde sig samtidigt under Uhlands ledning förtrogen med den västerländska medeltidslitteraturen. Sedan han blivit graduerad, 1834, for han till Paris och tillgodogjorde sig där förvarade skatter av fornfranska handskrifter. För liknande ändamål uppehöll han sig 1840 i Rom och Venedig. Han utnämndes 1844 till professor i tyska litteraturen och överbibliotekarie vid universitetet i Tübingen. Denna sistnämnda post utbytte han 1850 mot presidentskapet i Stuttgarts litteratursamfund. von Keller utvecklade rastlös verksamhet som dels utgivare, dels översättare av viktiga fornfranska, medelhögtyska samt äldre nyhögtyska litteraturalster. De främsta av dessa är: Li romans des sept sages (1836), Romancero del Cid (1839), Li romans don chevalier au leon (1841), Gesta romanorum (1842), Altfranzösische Sagen (1839–1840), Altdeutsche Gedichte (1846), Alte gute Schwänke (1847; 2:a upplagan 1876), Fastnachtspiele aus dem 15. Jahrhundert (3 band, 1853, tillägg 1858), Grimmelshausens "Simplicissimus" (4 band, 1854–1862), Ayrers dramer (5 band, 1865), Das Heldenbuch (1867), Hans Sachs verk (band 1–10, 1870–1878). I översättning utgav von Keller därjämte "Gudrun" (1840), "Italiänischer Novellenschatz" (6 delar, 1851–1852) samt, i samarbete med andra, Cervantes romaner och noveller (12 band, 1839–1842).